# جائزة فرنسا الكبرى للدراجات النارية 2004
جائزة فرنسا الكبرى للدراجات النارية 2004 هو سباق دراجات نارية أقيم بتاريخ 16 مايو 2004. كان الجولة الثالثة من أصل 16 في سباق الجائزة الكبرى للدراجات النارية موسم 2004. فاز الإسباني سيت جيبيرنو بفئة الموتو جي بي بينما جاء الإسباني كارلوس تشيكا في المركز الثاني وحصل على المركز الثالث الإيطالي ماكس بياجي.

## وصلات خارجية
- الموقع الرسمي